# Bernshausen (Schlitz)
Bernshausen ist ein Stadtteil von Schlitz im mittelhessischen Vogelsbergkreis.

## Geographie
Der Ort liegt südwestlich von Schlitz am Waldrand an der Schlitz. Nach Süden zur Gemarkung von Bad Salzschlirf befindet sich der 494 m hohe Sängersberg, ein erloschener Vulkan mit einer Doppelkuppe.

## Ortsgeschichte
Auf dem Sängersberg befinden sich Reste einer alten Wallanlage, die seine beiden Kuppen umschließt.

### Mittelalter
Die die vermeintlich älteste erhaltene Nennung des Ortes im Jahre 852: „... in Berenhereshusen“ ist eine Fälschung des fuldischen Mönchs Eberhard im Codex Eberhardi. Diese Fälschung wurde um das Jahr 1160 verfasst. In einer Urkunde von 1277 steht: „... nihil iuris habemus in bonis Bernshusen“ (Wir haben keine Rechte an Gütern in Bernshausen).
In der Namensforschung wird der Ortsname als „Siedlung des Berinheri“ gedeutet.
Die heutige Kirche wurde an Stelle des Vorgängerbaus 1725 erbaut.

### Neuzeit
1544 verkauften Hen Happel und seine Frau Bela dem Johann Rübenkönig von Homberg (Ohm) einen Malter jährlicher Fruchtzins.
Bernshausen gehörte zur Herrschaft Schlitz. Die Herren des Ortes war die Familie von Schlitz, genannt von Görtz. Hans von Schlitz, genannt von Görtz, verlieh am 2. Mai 1565 erbrechtlich eine Mühle an den Bernshäuser Einwohner Hans Heye, genannt Herochs. Am 20. September 1578 versprach Hans von Schlitz, dem Eustachius von Schlitz, genannt von Görtz, die von ihm empfangenen Güter in Bernshausen, Fraurombach, Pfordt und Üllershausen wieder zurückzugeben, falls er es verlange.
Im Ort galten die Schlitzer Verordnungen aus dem 18. Jahrhundert zusammen mit Teilen des Fuldischen Rechts als Partikularrecht. Das Gemeine Recht galt nur, soweit diese speziellen Regelungen für einen Sachverhalt keine Bestimmungen enthielten. Dieses Sonderrecht behielt seine Geltung auch während der Zugehörigkeit zum Großherzogtum Hessen im 19. Jahrhundert. In der gerichtlichen Praxis wurden die Verordnungen aber nur noch selten angewandt. Das Partikularrecht wurde zum 1. Januar 1900 von dem einheitlich im ganzen Deutschen Reich geltenden Bürgerlichen Gesetzbuch abgelöst.
Am 31. Dezember 1971 wurde Bernshausen im Zuge der Gebietsreform in Hessen in die Stadt Schlitz eingegliedert.

## Politik
Ortsvorsteher ist Walter Schaaf (Stand Mai 2021).

## Sehenswürdigkeiten
Für die unter Denkmalschutz stehenden Gebäude des Ortes siehe die Liste der Kulturdenkmäler in Bernshausen.
Am Ortsrand steht seit mehr als 400 Jahren die Hehrmühle, gegenwärtig die größte Roggenmühle in Hessen.

## Verkehr
Am Ortsrand verläuft die Landesstraße 3141, die Bernshausen mit Nieder-Stoll und Schlitz verbindet.